# Тайдзихъ
Тайдзихъ (на китайски: 西遼河; на пинин: Xīliáo Hé) е река в Североизточен Китай, в провинция Ляонин, лява съставяща на река Даляохъ, вливаща се в Ляодунския залив на Жълто море. С дължина 464 km и площ на водосборния басейн 13 900 km² река Тайдзихъ води началото си от северния склон на хребета Далин (съставна част на Манджуро-Корейските планини), на 708 m н.в. До град Бънси тече през планински райони в дълбока и тясна долина, а след това – в широка и плитка долина през южната част на Ляохъската равнина, където, сливайки се с идващата отдясно река Хунхъ, образува река Даляохъ, вливаща се чрез обща делта с река Ляохъ в Ляодунския залив на Жълто море. Подхранването ѝ е предимно дъждовно, с ясно изразено лятно пълноводие. Среден годишен отток в долното течение – около 100 m³/s. Замръзва през ноември, а се размразява в края на февруари или началото на март. Водите ѝ се използват за напояване. Долината ѝ е гъстонаселена, като най-големите селища са градовете Бънси и Ляоян.